# Algernon Sidney

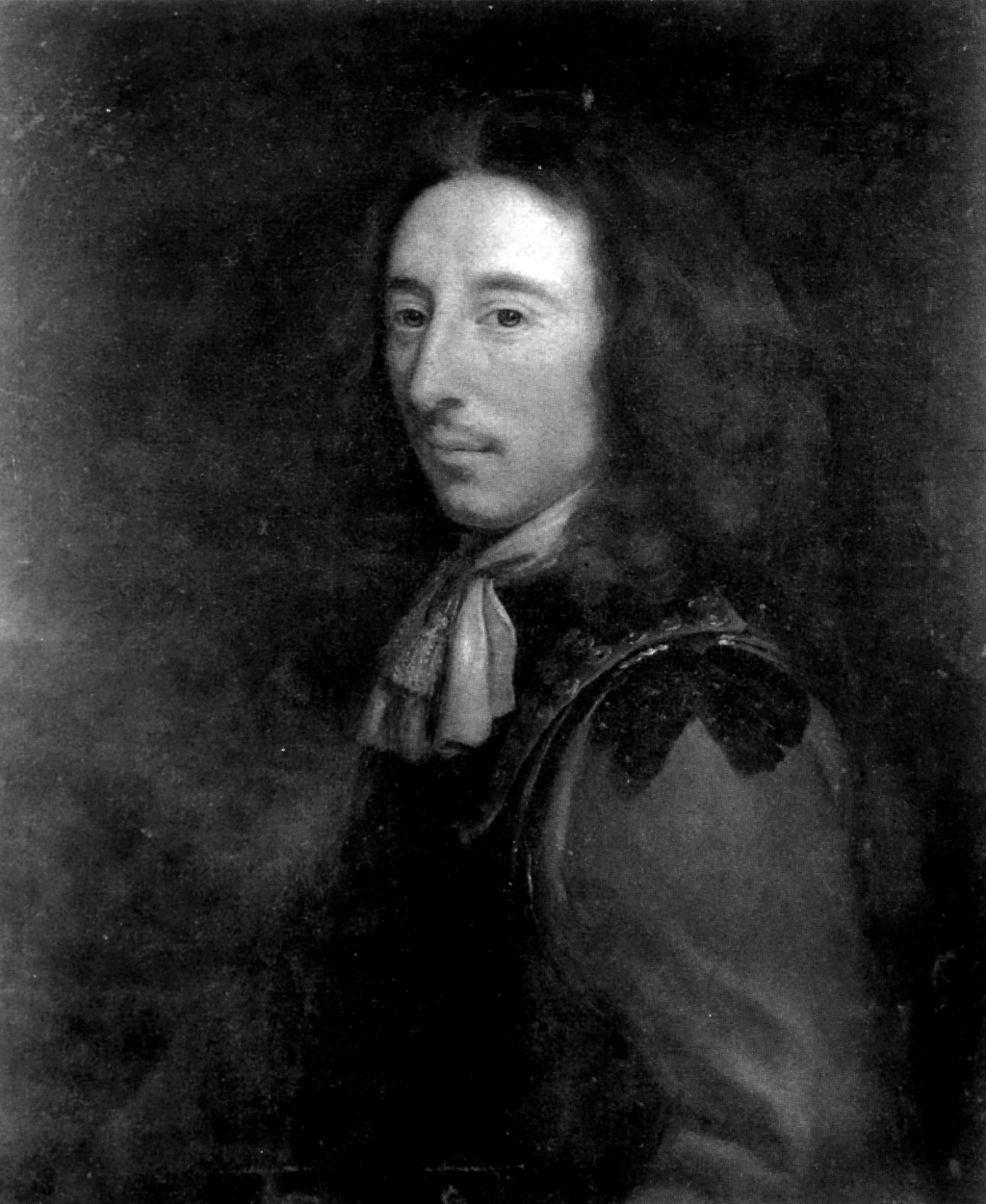
Algernon Sidney

Algernon Sidney eller Sydney, född 1623 i Penshurst Palace, Kent, avrättad 7 december 1683, var en engelsk aristokrat, politiker, politisk teoretiker och motståndare till kung Karl II av England.

## Biografi
Algernon Sidney var son till den 3:e earlen av Leicester (1619-1698). Han deltog i engelska inbördeskriget på parlamentets sida, stred som överstelöjtnant i slaget vid Marston Moor (2 juli 1644) och var 1646-47 generallöjtnant över kavalleriet på Irland, där hans äldre bror då var lordlöjtnant. 1648-51 var han guvernör på Dover Castle, utsågs 1648 till medlem av den kommission, som skulle döma Karl I av England, men undvek att deltaga i rättegången.
1651-53 var Sidney medlem av statsrådet, drog sig därpå, av missnöje med Oliver Cromwells politik, tillbaka till privatlivet, men blev 1659 återigen medlem av statsrådet och sändes samma år att medla mellan Sverige och Danmark vid Karl X Gustavs andra danska krig. Han var därpå en kort tid 1660 brittiskt sändebud i Stockholm, begav sig efter underrättelse om restaurationen på utrikes resor och vistades långa tider i Rom, Bryssel och Paris, varunder han stämplade mot Karl II:s regering. Han erhöll 1677 tillåtelse att återvända till England, anknöt förbindelser med underhusets oppositionsparti och sökte flera gånger förgäves erhålla ett parlamentsmandat.
1682 trädde han i förbindelse med hertigen av Monmouth och förfäktarna av dennes tronföljdsanspråk. Vid upptäckten av den så kallade Rye house plot blev Sidney, fastän säkerligen inte invecklad i denna mordkomplott, häktad (juni 1683) och anklagad för delaktighet i sammansvärjning mot kungens liv. Efter en synnerligen partiskt förd rättegång, där några av Sidneys privata anteckningar, som vittnade om hans republikanska tänkesätt, fick tjäna som bevis, dömdes han 26 november till döden.
Sidney betraktades som martyr för protestantismens sak, och efter statsvälvningen 1688 lät Vilhelm III av England förklara domen över honom ogiltig. William Blackburne skrev en biografi över Sidney, Algernon Sidney (1885).
Hans skriftliga arbeten har utgivits postumt i flera utgåvor, till exempel Discourses Concerning Government i vilken har förfäktar folkstyrelse på naturrättens och folksuveränitetens grund.